# Zanclodon
Zanclodon és el nom utilitzat formalment per referir-se al material fòssil pertanyent a, com a mínim, dos gèneres de dinosaure del Triàsic superior. És un gènere extint d'arcosauriformes que es troba als dipòsits del Triàsic mitjà al sud d'Alemanya.

## Taxonomia
Zanclodon és el nom utilitzat formalment per referir-se al material fòssil pertanyent a, com a mínim, dos gèneres de dinosaure del Triàsic superior. Va ser anomenat originalment Smilodon per Plieninger (1846), però aquest nom s'havia utilitzat anteriorment per al gat amb dents de sabre, el que va fer que Plieninger tries el nom de substitució Zanclodon. Antigament es col·locava als Teratosauridae, dins dels Theropoda, i de vegades, el material de plateosaurids es referia erròniament a Zanclodon. L'espècie tipus, Zanclodon laevis, es basa en un maxil·lar esquerre que representa un arcosauri indeterminat. Per tant, el gènere no és inequívocament identificable.

## Especies
- Z. laevis (Plieninger 1846) [originalment "Smilodon"] (tipus) = Plateosaurus engelhardti

- Z. crenatus (Plieninger 1846) [originalment "Smilodon"]
- Z. bavaricus (Fraas 1894 vide Sandberger 1894) = Sauropodomorpha incertae sedis
- Z. plieningeri (Fraas 1896) = sinònim més modern de Z. laevis
- Z. arenaceus (Fraas 1896)
- Z. cambrensis (Newton 1899) = Megalosaurus cambrensis (Galton 1998 & Storrs 1998) = "Newtonsaurus" (Welles & Pickering 1993) - nomen nudum), conegut a partir de dents trobades a Nova Gal·les del Sud
- Z. quenstedti (Koken 1900) = Plateosaurus engelhardti
- Z. schutzzii (Fraas 1900) = Plateosaurus?
- Z. subcylindrodon (Huene 1905)
- Z. sileiacus (Jaekel 1910) = Plateosaurus